# Ettore Bassi
Ettore Francesco Maria Bassi (ur. 16 kwietnia 1970 w Bari we Włoszech) – włoski aktor telewizyjny i filmowy.
Zastąpił Kaspara Capparoni (jego bohater Lorenzo Fabbri zginął w wybuchu samochodu-pułapki) i otrzymał rolę Davide Riviery w czternastym sezonie serialu Komisarz Rex (Il Commissario Rex, 2011-2013), gdzie jego partnerem był tytułowy pies rasy owczarek niemiecki, Rex. Na scenie grał m.in. w sztuce Widok z mostu (Uno sguardo dal ponte) Arthura Millera (1996-98).

## Wybrana filmografia

### Seriale TV
- 1996: Marszałek Rocca (Il maresciallo Rocca) jako Giorgio Massenzi
- 1996: Chłopcy na murze (I ragazzi del muretto) jako Mitzi
- 1996: Un posto al sole jako Gabriele
- 1999: Lekarze rodzinni (Un medico in famiglia) jako Andrea
- 2001: Dom rodzinny (Casa famiglia) jako Andrea
- 2002-2004: Carabinieri jako Andrea Ferri
- 2006-2007: Nati ieri jako pediatra Corrado Milani
- 2011-2013: Komisarz Rex (Kommissar Rex) jako Davide Rivera

### Filmy fabularne
- 2000: Czego dziewczyny nie mówią (Quello che le ragazze non dicono) jako Walter
- 2001: Królowa szachów (La regina degli scacchi) jako Emilio
- 2004: Promessa d'amore jako Fabio
- 2005: Taxi Lovers jako inspektor policji
- 2005: Carabinieri: Sotto copertura jako Andrea Ferri
- 2005: Der Todestunnel - Nur die Wahrheit zählt jako Martin Lehmann
- 2005: Święty Piotr (San Pietro) jako Klaudiusz
- 2005: Jan Paweł II (Giovanni Paolo II) jako Gapa
- 2006: Aby cię nie zapomnieć (Per non dimenticarti) jako Giordano
- 2006: Io ti voglio bene assai jako Cortometraggio
- 2006: Pentito jako Cortometraggio
- 2007: Giuseppe Moscati - L'amore che guarisce jako Giorgio Piromallo
- 2007: Święta Klara i święty Franciszek (Chiara e Francesco) jako Franciszek z Asyżu
- 2008: Questa notte è ancora nostra
- 2009: Józefina Bakhita (Bakhita) jako Guido
- 2009: Mal'aria jako dr Carlo Rambelli
- 2010: Il sorteggio jako prezydent Corte
- 2010: Pius XII pod rzymskim niebem (Sotto il cielo di Roma) jako Marco